# Carles Ponsí Dalfó
Carles Ponsí Dalfó   (Figueres, 1982) és un dibuixant i il·lustrador català que destaca en el camp de l'humor.

## Biografia
En dibuix, Ponsí s'inicià obtenint diferents premis com el 2n premi del Concurs de Còmic de CCOO, el 1r premi del Concurs de Còmic Ciutat de Girona juntament amb José María Izquierdo. També va treballar en la revista Cáñamo, amb la sèrie Lucas Flaiworker, juntament amb José M. Izquierdo, D. Gómez i Quim Bou.
També col·labora a la revista El Jueves on ha publicat setmanalment el còmic de temàtica gay Sauna Paradise,així com Grandes Mentiras de la Historia entre altres pàgines de còmic humorístic. Mensualment va estar publicant una il·lustració humorística en la revista Zero i la sèrie Juancho Lamento dibujante sin talento a Amaníaco. També apareixien regularment les seves vinyetes en el diari argentí en línia AG Magazine sota el títol Maricas desatadas i posteriorment va publicar a la revista El Chamuco (Mèxic) i la revista Freddie (Argentina).
En el camp de la il·lustració i l'animació destaquen els videoclips UN DEUX TROIS i Mon Petit Oiseau Eurovision 2009 d'ElectronikBoy, la contraportada de Amandititita, per a Sony BMG México i la portada i el llibret del 2n CD de Mugroman. Ha exposat a Cuba, Mèxic, Argentina i Madrid.
Actualment segueix dibuixant setmanalment còmic en línia en diferents mitjans espanyols i d'Amèrica Llatina.
Com a guionista i humorista, Carles Ponsí va crear, guionitzar i dirigir, El Ronyó de la Ciutat, una radionovel·la d'humor de 16 episodis emesa per diverses localitats catalanes i que assolí gran ressò per Internet. Posteriorment fundà juntament a l'Albert Puigpinós El Ronyó Produccions, realitzant diferents projectes com Sona a Sopar, sèrie d'àudio emesa en el programa 3xl.nét de K3 de Televisió de Catalunya i col·laborà de guionista a Catalunya Ràdio. Durant els següents anys va col·laborar en diferents ràdios de Ciutat de Mèxic i Buenos Aires.
Va fer el salt a l'escenari el 2013, presentant-se com a monologuista a Buenos Aires amb diferents còmics argentins.

## Obra
Ha publicat 2 llibres:
- ¡SOCORRO! Mi Madre Tiene FaceBook - Ed. Grafito (2017) traduït al Francès i editat per Paquet Editions
- Sexo Mal - Fandogamia Ediciones (2020)